# Earias rjabovi
Earias rjabovi är en fjärilsart som beskrevs av Nikolai Nikolaievich Filipjev 1934. Earias rjabovi ingår i släktet Earias och familjen trågspinnare. Inga underarter finns listade i Catalogue of Life.